# Ro (jazyk)
Ro je plánový jazyk vytvořený na začátku 20. století Edwardem Powellem Fosterem, pastorem z města Marietta v Ohiu. Slova jsou uspořádána do kategorií podobně jako třeba v jazyku Solresol – např. všechna slova začínající „bofo-“ vyjadřují barvy (bofoc – červená, bofof – žlutá, apod.).
Poté, co Foster pracoval na svém jazyku dva roky, vydal první publikaci o jazyce Ro v roce 1906. Publikování dalších tiskovin o jazyku bylo sponzorováno některými americkými sponzory, hlavně z okolí města Marietta v Ohiu, například Melvil Dewey, vynálezce Deweyova desetinného systému, Charles Gates Dawes, viceprezident Spojených států, George White a Alice Vanderbilt Morris, která byla členkou Mezinárodní asociace pro pomocný jazyk.